# Boliwia na Mistrzostwach Świata w Lekkoatletyce 2011
Boliwia na Mistrzostwach Świata w Lekkoatletyce 2011 reprezentowana była przez dwoje zawodników.

## Występy reprezentantów Boliwii

### Mężczyźni

#### Konkurencje biegowe
| Konkurencja   | Zawodnik      | Finał        | Finał   |
| Konkurencja   | Zawodnik      | Rezultat     | Pozycja |
| ------------- | ------------- | ------------ | ------- |
| Chód na 20 km | Ronald Quispe | 1:32.09 (PB) | 38      |

### Kobiety

#### Konkurencje biegowe
| Konkurencja   | Zawodnik           | Finał    | Finał   |
| Konkurencja   | Zawodnik           | Rezultat | Pozycja |
| ------------- | ------------------ | -------- | ------- |
| Chód na 20 km | Claudia Balderrama | DSQ      | DSQ     |